# Canton de Grignols (Dordogne)
Pour les articles homonymes, voir Canton de Grignols.
Le canton de Grignols, ou canton de Grignol, est un ancien canton français du département de la Dordogne de 1790 à 1829. Il avait pour chef-lieu Grignols et a fait partie du district de Perigueux, puis de l'arrondissement de Périgueux.

## Historique
Le canton de Grignols (orthographié Grignol dans un premier temps) est l'un des cantons de la Dordogne créés en 1790, en même temps que les autres cantons français. Il est rattaché au district de Perigueux jusqu'en 1795, date de suppression des districts.
Lorsque certains cantons sont supprimés par la loi du 8 pluviôse an IX (28 janvier 1801)  portant sur la « réduction du nombre de justices de paix », les sept communes du canton de Saint-Astier ainsi que deux communes du canton de Lisle lui sont alors rattachées, lui-même dépendant de l'arrondissement de Périgueux.
En 1829, le chef-lieu du canton est transféré de Grignols à Saint-Astier et les douze communes sont alors rattachées au canton de Saint-Astier.

## Composition

### 1790 à 1801
Trois communes de 1790 à 1801.
- Grignols[1].
- Jaure[2].
- Manzac[3].

### 1801 à 1829
Douze communes de 1801 à 1829.
- Annesse-et-Beaulieu[4].
- La Chapelle-Gonaguet[5].
- Coursac[6].
- Grignols.
- Jaure.
- Léguillac-de-l'Auche[7].
- Manzac.
- Mensignac[8].
- Montrem[9].
- Razac-sur-l'Isle[10].
- Saint-Astier[11].
- Saint-Léon-sur-l'Isle[12].